# OoVoo
ooVoo è stato un software di VoIP, messaggistica istantanea e videochiamata sviluppato da ooVoo LLC per Microsoft Windows, macOS, Android e iOS. È stato fondato nel 2006 dall'imprenditore statunitense Clayton Mathile come alternativa a Skype e ha contato circa 16 milioni di utenti in tutto il mondo.
Il 25 novembre 2017 è stata annunciata la chiusura del software.